# Мій смертельний ворог
«Мій смертельний ворог» (англ. My Mortal Enemy) — восьмий роман американської письменниці Вілли Катер. Вперше було опубліковано в 1926 році.

## Сюжет
Майра Геншов та її чоловік Освальд повертаються до свого вигаданого рідного міста Парфія, штат Іллінойс, щоб відвідати родичів. Неллі та тітка Лідія їдуть з ними, щоб провести з ними різдвяні канікули в Нью-Йорку. Вони живуть на Медісон-сквер. Вони обідають з Юеном Греєм, другом, який захоплений іншою актрисою, Естер Сінклер. Освальд отримує срібні ґудзики для сорочки від старого знайомого із заходу і просить Лідію зробити вигляд, що це вона йому їх подарувала, щоб не викликати ревнощів у дружини. Пізніше Майра і Неллі йдуть в оперу; в ложі вони помічають колишнього друга Майри, що засмучує її. Пізніше вони катаються парком на кебі і натрапляють на багатого знайомого Майри, що змушує її зневажати власну бідність. Вони проводять різдвяну вечерю з друзями Геншов, художниками та людьми з привілеями. Пізніше вони знову проводять новорічну ніч з художниками. Через кілька днів Неллі стає свідком сварки Геншов; чоловік запрошує її на обід. Невдовзі вони з тіткою повертаються до Іллінойсу. У поїзді до них приєднується Майра, яка знову посварилася з чоловіком і збирається відвідати подругу в Піттсбурзі, щоб змінити обстановку.
Десять років по тому Неллі переїхала до обшарпаної квартири в маленькому містечку на західному узбережжі, де й познайомилася з Геншов. Майра тепер прикута до ліжка, а Освальд працює на повний робочий день; їхні сусіди зверху страшенно галасливі, незважаючи на хворобу Майри. Неллі відвідує її на чаювання; вона також бере її з собою на море. Майра шкодує про свого чоловіка (якби вона не взяла з ним шлюб, її двоюрідний дідусь заповів би їй свій статок. Натомість вона втекла, і він віддав його церкві). Освальд починає обідати з молодою жінкою. Одного разу Неллі запитує її, чому вона так суворо ставиться до свого чоловіка, і Майра відштовхує її. Невдовзі її стан погіршується. Вона звільняє всіх і тікає; наступного дня її знайшли мертвою на морському березі. Її чоловік не висловлює жодних докорів сумління щодо своєї дружини; він любив її, незважаючи на її складну поведінку. Після її смерті він переїжджає на Аляску, а згодом Неллі дізнається про його смерть.

## Персонажі
- Майра Геншов, дівоче прізвище Дрісколл. Вона живе в Нью-Йорку. Її виховував двоюрідний дядько.
- Освальд Геншов. Його мати була німкенею, а батько — ольстерським протестантом, який не ладнав із двоюрідним дядьком Майри. Він пішов до Гарварду, а потім до Нью-Йорка.
- Тітка Лідія - має трьох синів.
- Кузен Берт
- Неллі Бердсай, пізніше Майра називає її місіс Кейсі.
- Віллі Банч, син двірника.
- Джон Дрісколл, батько Майри. Він помер, коли вона була зовсім маленькою.
- Дядько Роб
- Юен Грей, театральний актор. Він шотландець і, за чутками, в молодості був диким.
- Естер Сінклер, жінка з хорошої родини, яка подобається Юену.
- Місіс Г'юз, економка пані Моджеєвської.
- Енн Ейлворд, поетеса.
- Джефферсон де Анжеле, театральний актор.
- Гелена Моджеєвська, графиня Бозента-Хлаповська.
- Емелія, польська співачка.
- Коклен, актор.
- Пойндекстери, сусіди згори.
- Бідді Стірлінг, бібліотекар.
- Отець Фей, католицький священик, проводить останні обряди з Майрою.
- Біллі, син друга Майри, який покінчив із собою у віці 23 років через «поганий роман».
- Молода жінка, з якою Освальд йде в ресторан, поки його дружина хвора.

## Проблематика
Назва «Мій смертельний ворог», щоб підкреслити головну ідею твору: іноді найбільшим ворогом людини стає вона сама.

## Алюзії до інших творів
- У контексті Найсвятішого Серця Ісуса згадується Біблія.
- У творі згадується література: «Спляча красуня» Шарля Перро, «Король Лір», «Річард II» і «Король Джон» Вільяма Шекспіра, Генріх Гейне та Волт Вітмен.
- Драматургія згадується у зв'язку з «Гамлетом» Сари Бернхардт.
- Згадані музичні твори Яна Решке, Гелени Моджеєвської, «Гамлет» Амбруаза Тома, «Норми» Вінченцо Белліні та Франц Шуберт.

## Літературне значення і критика
Дослідниця творчості Катер Лора Вінтерс припустила, що роман «є гірким підсумком проблем вигнання, над якими Катер працювала все своє життя».
Літературознавець Меррілл Скаггс визначила редактора Віолу Роузборо як ймовірний взірець Майри Геншов, і стверджує, що хоча Катер сказала, що натхненниця Геншов померла у 1911 році, це було посиланням на те, що Роузборо пішла з журналу McClure's Magazine (колишнє місце роботи як Роузборо, так і Катер) у тому ж році.

## Зовнішні посилання
- Full text at Gutenberg Australia
- My Mortal Enemy public domain audiobook at LibriVox